# Peñuelas (Puerto Rico)
Peñuelas és un municipi de Puerto Rico situat a la costa sud de l'illa, també conegut amb el nom de La Capital del Güiro i El Valle de los Flamboyanes. Confina al nord amb Adjuntas; al sud amb el Mar Carib; a l'est amb Ponce; i a l'oest Guayanilla. Forma part de l'Àrea metropolitana de Yauco.
El municipi està dividit en 13 barris: Barreal, Coto, Cuebas, Encarnación, Jaguas, Macaná, Peñuelas Pueblo, Quebrada Ceiba, Rucio, Santo Domingo, Tallaboa Alta, Tallaboa Poniente i Tallaboa Saliente.